# 久野家住宅（愛山居）
久野家住宅（愛山居）（くのけじゅうたく あいざんきょ）は、愛知県東海市加木屋町愛敬83にある邸宅。知多半島中央部の丘陵地にある。主屋、門柱、庭門が登録有形文化財。久野邸、久野爲和邸などとも呼ばれる。主屋を建てた久野淗之助の号は愛山（あいざん）であり、2階の洋室には華世奎の手による久野淗之助への為書きのある「愛山居」という大きな額が掛けられている。

## 歴史

### 久野家の歴史
久野家は寛文４年（1664年）に久野清兵衛家から分家して始まり、現在13代目となっている。4代目久野善右衛門（義炎）の長男義郡は久野清兵衛家の養子となり、寛政4年（1792年）正月から文化10年（1813年）には庄屋としての仕事を『村方調宝記』に綴った。『村方調宝記』は東海市指定文化財に指定されている。久野清兵衛義郡は尾張藩士の加藤暁台に学んで寉郎という号を持ち、加木屋俳壇の草分け的存在とされる。久野清兵衛義郡の四男もやはり俳人の山口兆雲である。
天保7年（1836年）生まれの7代目久野善右衛門は寺子屋の師匠を務めた文人である。二鼎（久野二鼎）という号を持つ俳人でもあり、永井荷風の祖父にあたる永井士前に俳句を学んだ。7代目久野善右衛門は久野家の敷地内に「野を横に馬牽むけよほととぎす」という芭蕉句碑を建てた。

### 主屋の竣工

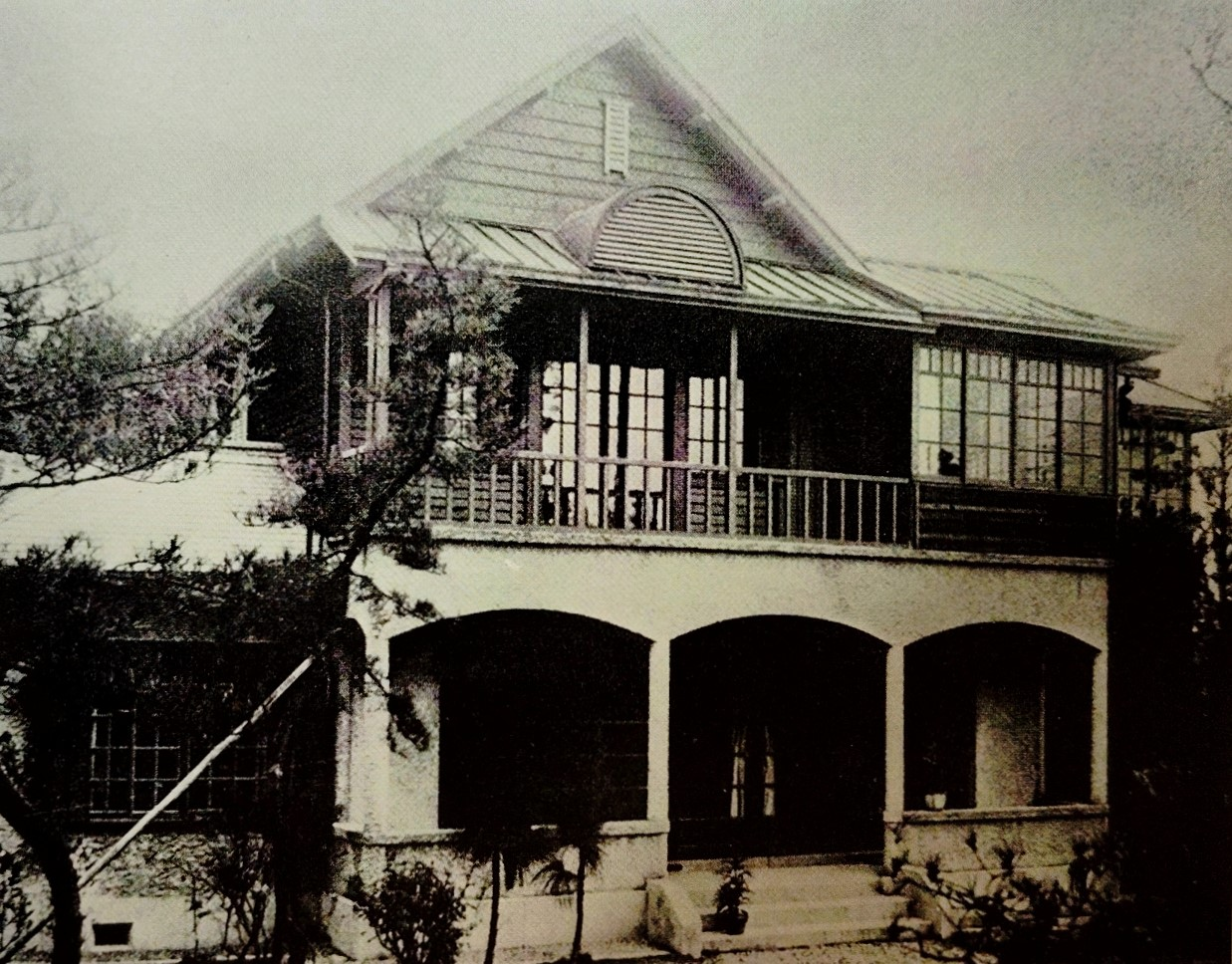
1930年の久野家住宅

主屋を建てた久野家の当主は久野淗之助（きくのすけ）であり、早稲田大学哲学科で学んだあとに明倫中学（現・愛知県立明和高等学校）で教鞭を執った人物である。久野淗之助は結婚後に主屋の建て替えを計画すると、主婦の友社文化住宅宣伝部に設計を委嘱し、全国で住宅を設計していた西村伊作（西村建築事務所）が設計者となった。施工は西村が指名した名古屋市熱田の中央土木建設であり、1925年（大正14年）竣工した。
1930年（昭和5年）以前には2階に展望室が追加された。1930年（昭和5年）11月9日、愛知県で第3師団の知多地方機動演習が行われた際には、旅団長だった東久邇宮稔彦王少将が御座所として久野家に泊った。
西村伊作は住宅を中心として百数十棟にも及ぶ設計を手掛けたが、震災などが理由で大半が現存しておらず、愛山居は全国的にみて貴重な建物とされる。

### 保存と活用
2022年（令和4年）11月20日、愛知淑徳大学創造表現学部の永柳ゼミが愛山居の一般公開見学会「久野邸で秋の庭を楽しむ会」を主催した。2023年（令和5年）11月18日、愛知登文会などが主催する建造物の特別公開イベント「あいたて博」に初めて参加し、愛知淑徳大学創造表現学部の学生らによる説明や、所有者によるガイドツアーが行われた。
2024年（令和6年）3月6日、登録有形文化財に登録された。登録名称は「久野家住宅（愛山居）主屋」、「久野家住宅（愛山居）庭門」及び「久野家住宅（愛山居）門柱」。同時に東海市の守隨家住宅（旧山田家住宅）石積護岸も登録されているが、愛山居の3件を含めた4件は東海市における初の登録有形文化財である。

## 建築

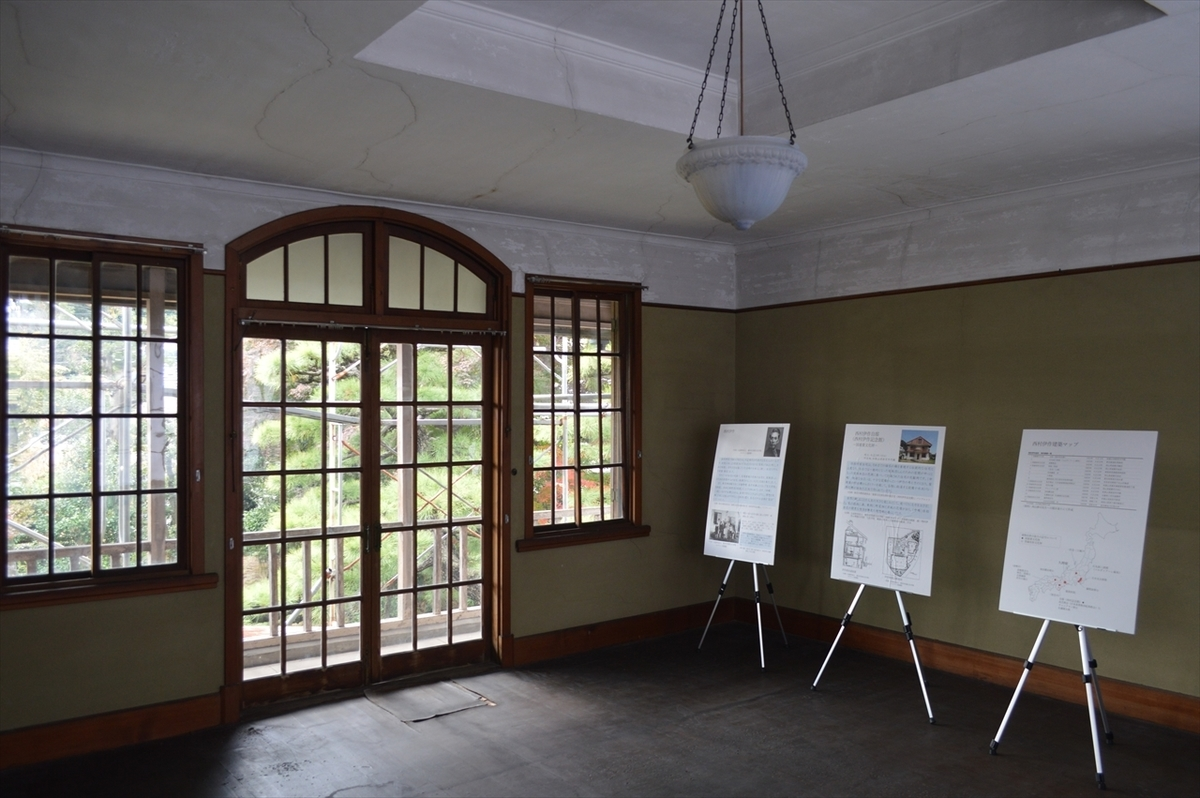
主屋2階の洋室

久野家の建物は主屋、平屋、離れ（奥座敷）、道具蔵からなり、これらの建物が中庭を囲んでいる。
平屋は主屋の北側にあり、茶の間や浴室、炊事場や食堂などがある。離れ（奥座敷）には8畳の客間、6畳の次の間、4畳半の茶室と水屋などがある。道具蔵は主屋が建てられる前から存在した建物である。
建物や土木構造物のほかに、主屋の正面には芝生の庭がある。その西側には心字池を持つ日本庭園があり、寛文4年（1664年）頃に作庭されたとされる。日本庭園には初代久野善右衛門が植えたと伝わるクスの大木もある。日本庭園から北側の離れ（奥座敷）に向かう場所には淗之助の門がある。

### 主屋
木造2階建、スレート葺。1925年（大正14年）竣工、1930年（昭和5年）頃増築、1972年（昭和47年）改修。登録基準は「造形の規範となっているもの」。南側にある屋根の妻部分には半円形の屋根窓を有する。外壁は1階がドイツ壁、2階は下見板張である。1階・2階ともにベランダを有し、1階の柱間にはアーチを備えている。1階は和室、2階は洋室を基調としている。

### 門柱
鉄筋コンクリート造。大正後期竣工。登録基準は「再現することが容易でないもの」。敷地東側にある正門の門柱であり。コンクリートに扁平な玉石を貼った独特な意匠である。久野淗之助は学生時代に哲学を専攻しており、「丸と思っていたものが実は四角であり、四角であるものが実は丸であるというのが哲学である」という思想によって丸い玉石で四角柱の門を作った。家主からは「哲学の門」と呼ばれていた。

### 庭門
コンクリート造。大正後期竣工。登録基準は「再現することが容易でないもの」。敷地南側にある庭園の入口にある門であり、コンクリート製の擬木を用いた特異な形式のアーチである。擬木を用いた門としては比較的古い例とされる。愛知県では名古屋市千種区の揚輝荘などにも擬木が用いられている。

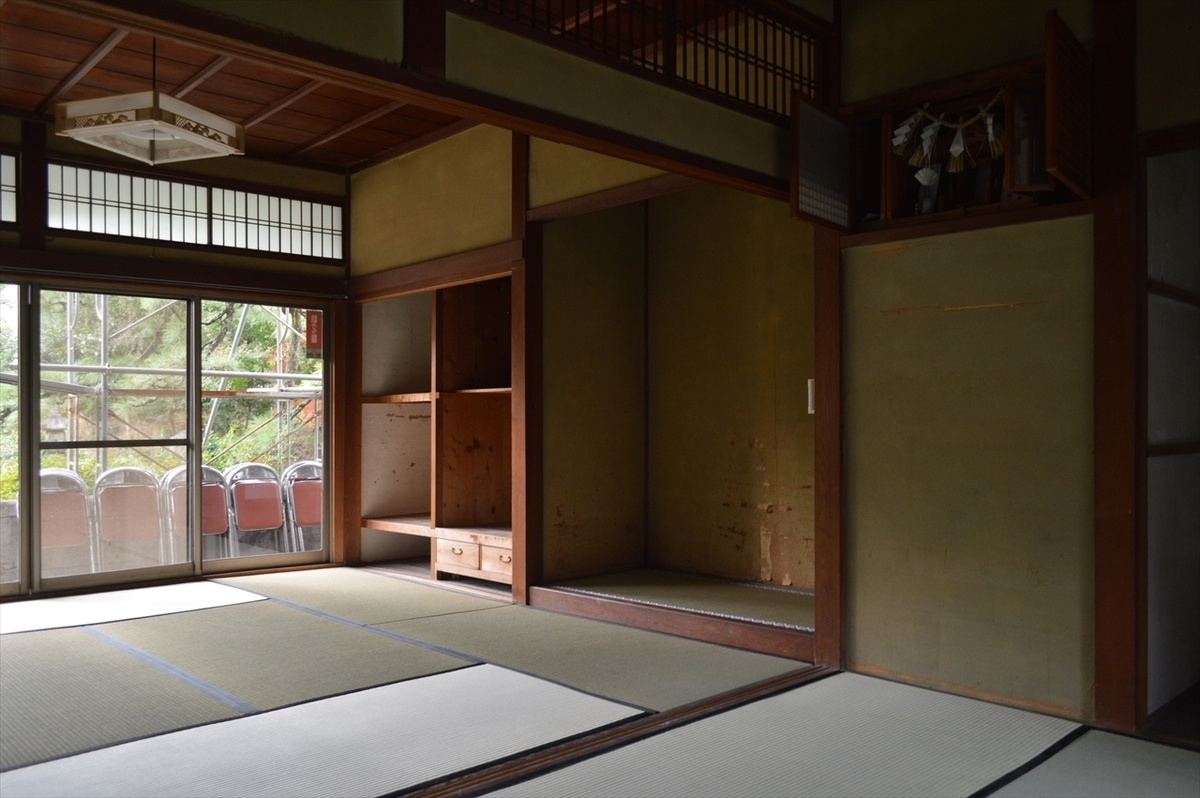
主屋1階の和室
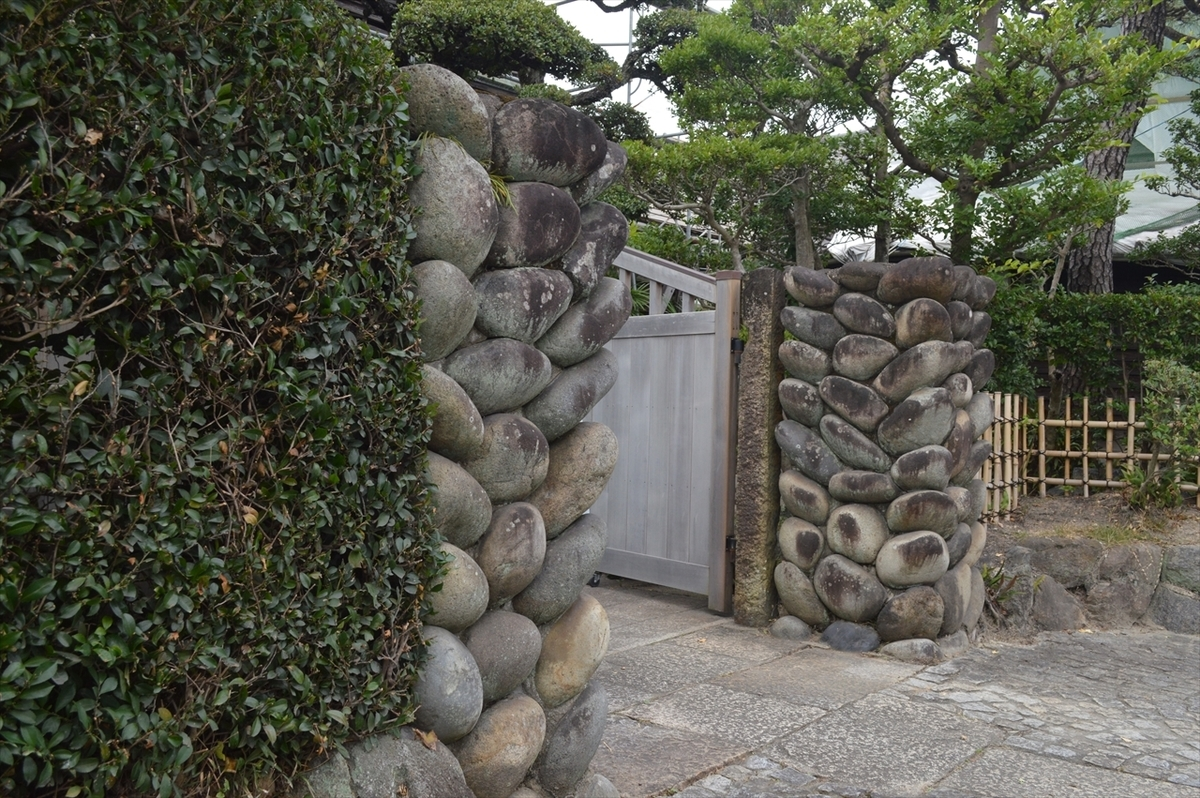
門柱
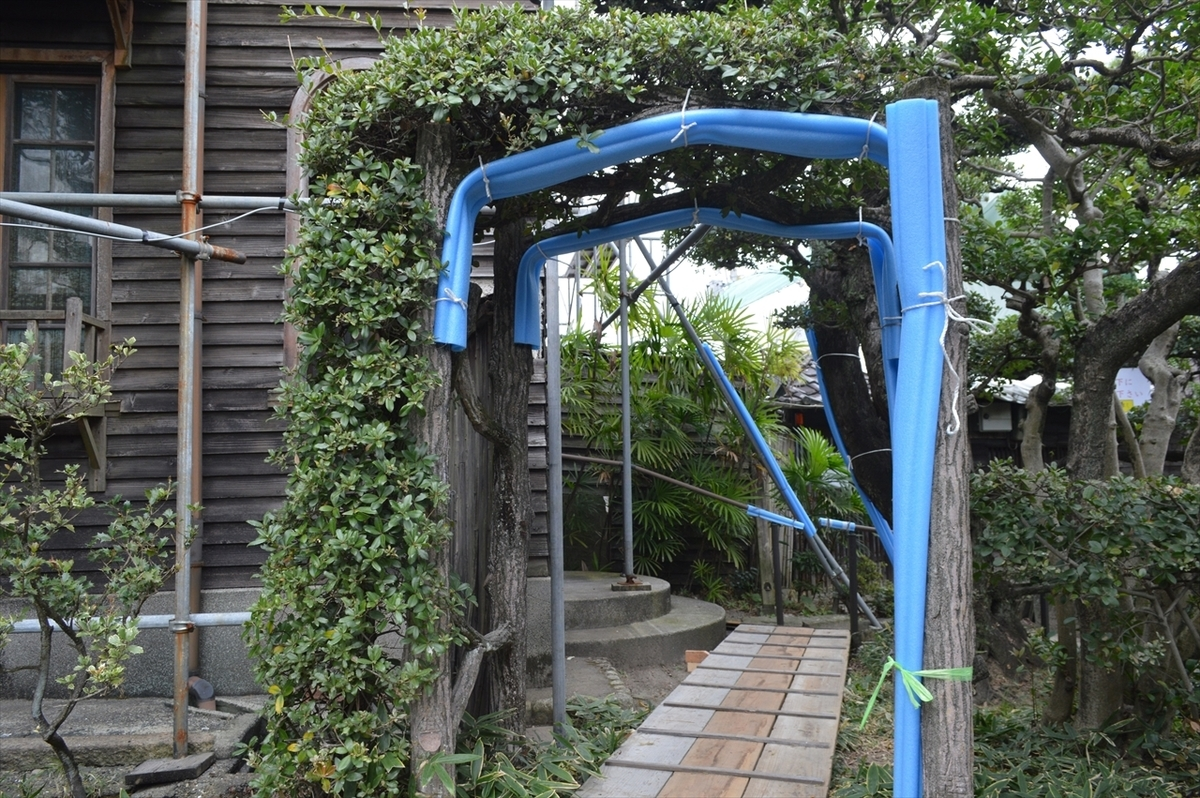
庭門